# Cautatha
Cautatha là một chi bướm đêm thuộc họ Noctuidae.